# Montserrats herrlandslag i fotboll
Montserrats herrlandslag i fotboll spelade första matchen den 10 maj 1991 i Saint Lucia, där man föll med 0-1 mot Saint Lucia i en kvalmatch till CONCACAF Gold Cup 1991.

## Historik
Montserrats fotbollsförbund bildades 1994 och är medlem av FIFA och CONCACAF.
Montserrat tillhör världens sämsta landslag och har hittills spelat endast ett tiotal matcher. Den mest uppmärksammade var borta mot Bhutan den 30 juni 2002, då de två dåvarande sämst rankade lagen möttes i en slags VM-jumbofinal. Bhutan vann klart med 4-0.

### VM
- 1930 till 1998 - Deltog ej
- 2002 - Kvalade inte in
- 2006 - Kvalade inte in

I kvalet till VM i Tyskland 2006 åkte man ut i första omgången efter två förluster mot Bermuda (0-20 sammanlagt).

### CONCACAF mästerskap
- 1941 till 1989 - Deltog ej
- 1991 - Kvalade inte in
- 1993 - Deltog ej
- 1996 - Kvalade inte in
- 1998 - Deltog ej
- 2000 - Kvalade inte in
- 2002 - Kvalade inte in
- 2003 - Drog sig ur
- 2005 - Kvalade inte in
- 2007 - Deltog ej

### Karibiska mästerskapet
- 1989 - Deltog ej
- 1990 - Deltog ej
- 1991 - Kvalade inte in
- 1992 - Kvalade inte in
- 1993 - Deltog ej
- 1994 - Kvalade inte in
- 1995 - Kvalade inte in
- 1996 - Deltog ej
- 1997 - Deltog ej
- 1998 - Deltog ej
- 1999 - Kvalade inte in
- 2001 - Kvalade inte in
- 2005 - Kvalade inte in
- 2007 - Deltog ej